# ヘーゲル中央派
ヘーゲル中央派（ヘーゲルちゅうおうは、独: das Zentrum、原義は単に「中央派」）は、ドイツ観念論の哲学者 ゲオルク・ヴィルヘルム・フリードリヒ・ヘーゲルの哲学の流れを汲んで、哲学を展開したグループ（ヘーゲル学派）の一つ。老ヘーゲル派と青年ヘーゲル派の中間にたつ立場から、こう呼ばれる。中央派は、ヘーゲルの考えから主に哲学史の編纂・ヘーゲル講義録編纂に従事し、その後の20世紀の新ヘーゲル学派の誕生に、影響を与えたことで知られるが、青年ヘーゲル派のように哲学史に建設的な功績を残したとはいえない。
ヘーゲルの死後、分裂したヘーゲル学派で（このあたりの事情は、他のヘーゲル学派の関連項目を参照）中央派は、哲学と宗教は同じ「内容」を異なる「形式」（哲学は概念、宗教は表象）で捉えるというヘーゲルの立場を伝承し、福音書の物語を維持しようとした老ヘーゲルの立場と、福音書ではキリスト教「内容」も「形式」維持できず、福音書の内容の否定を主張した青年ヘーゲル派との間に立ち、中央派は哲学と宗教とは異なる「内容」を異なる「形式」で捉え、福音書の歴史の全否定はせず、一部は受け入れるという中間の見解を示した。
このようにヘーゲル哲学に固執した老ヘーゲル派と、ヘーゲル哲学を飛躍的に発展させた青年ヘーゲル派の間に立つものである。
*中央派と呼ばれるメンバーは、ヘーゲル主義者の一覧#中央派の項を参照されたい。